# Marsainvilliers

Visão de satélite do local.

Marsainvilliers é uma comuna francesa na região administrativa do Centro, no departamento Loiret. Estende-se por uma área de 10,59 km². Em 2010 a comuna tinha 308 habitantes (densidade: 29,1 hab./km²).